# Max Planck Instituut voor Psycholinguïstiek

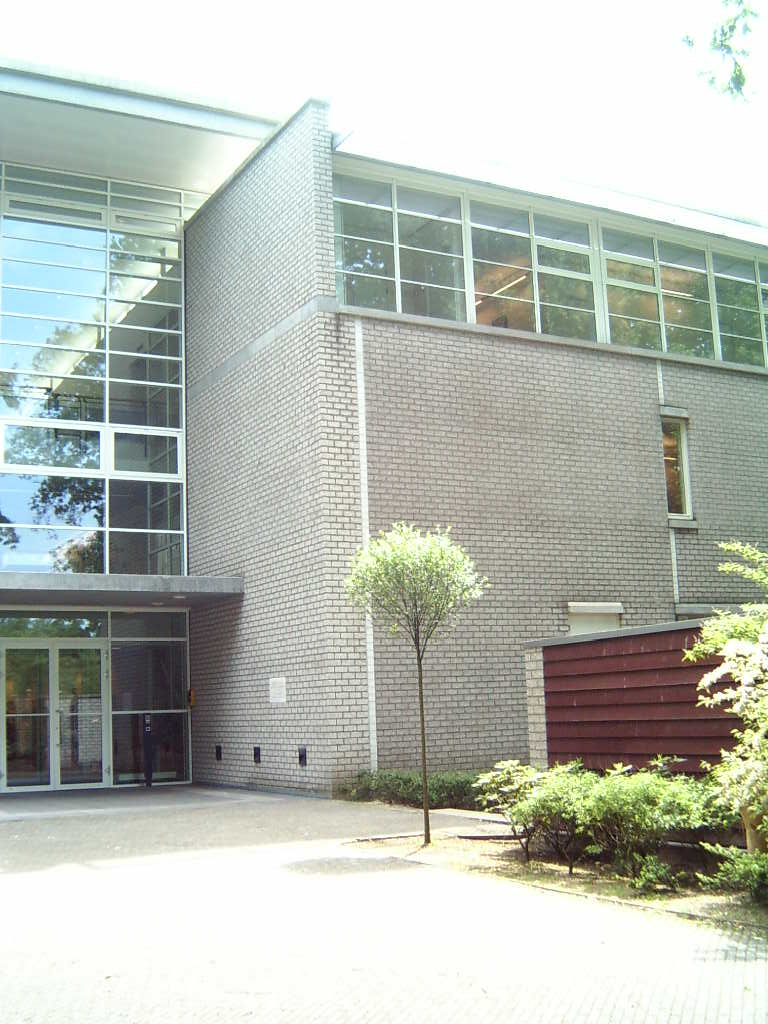
Het MPI voor Psycholinguïstiek

Het Max Planck Instituut voor Psycholinguïstiek is een instituut voor wetenschappelijk onderzoek op het gebied van taal, gevestigd in Nijmegen in de Nederlandse provincie Gelderland.  Het onderzoek van het Max Planck Instituut richt zich op verschillende niveaus van taal: de relatie tussen taal en genetica, neurobiologie, cognitie en psychologie.
Het instituut bestaat sinds 1980 en is een onderdeel van de Duitse Max-Planck-Gesellschaft. Het is het enige instituut van deze organisatie dat zich in Nederland bevindt. Het ligt op de campus van de Radboud Universiteit in Nijmegen. Er werken ongeveer 135 mensen. Het heeft vijf wetenschappelijke directeuren die elk verantwoordelijk zijn voor een van de wetenschappelijke secties: Simon Fisher (genetica en taal), Antje Meyer (psychologie en taal), Peter Hagoort (neurobiologie van taal), Caroline Rowland (taalontwikkeling), en Aslı Özyürek (multimodale taal).
Het instituut participeert in het in 1999 opgerichte F.C. Donders Centre for Cognitive Neuroimaging, een voorloper van het huidige Donders Institute for Brain, Cognition and Behaviour, ook gevestigd in Nijmegen.